# 所京子
所 京子（ところ きょうこ、1936年5月6日 - ）は、日本の国文学者、岐阜聖徳学園大学名誉教授。

## 略歴
福島県生まれ。旧姓・菊池。夫は所功。1960年京都女子大学文学部東洋史学科（日本史専攻）卒業。1968年同大学院文学研究科修士課程修了。1980年聖徳学園女子短期大学専任講師（国文学）。1984年助教授。1989年教授。1996年聖徳学園岐阜教育大学（現・岐阜聖徳学園大学）外国語学部日本語学科教授。2002年退任、名誉教授となる。
1992年「斎王和歌文学の史的研究」で博士（文学）（愛知学院大学）。

## 著書
- 『斎王和歌文学の史的研究』国書刊行会 1989年4月 全国書誌番号:89039469、NCID BN03507911。
- 『斎王の歴史と文学』国書刊行会 2000年3月 ISBN 4336042071
- 『平安朝「所・後院・俗別当」の研究』勉誠出版 2004年4月 ISBN 4585031111
- 『ゆづりは 感謝をこめて』歴研 2016年6月 ISBN 978-4865480429
- 『斎王研究の史的展開 伊勢斎宮と賀茂斎院の世界』勉誠出版 2017年1月 ISBN 978-4585221630

共著
- 『平安王朝（論集日本歴史 3）』林陸朗（編）、有精堂出版、1976年6月。全国書誌番号:73018919、NCID BN0228854X。
- 『最澄（日本名僧論集 第2巻）』塩入良道ほか（編）、吉川弘文館、1982年12月。ISBN 4642067329
- 『御霊信仰（民衆宗教史叢書 第5巻）』柴田實（編）、雄山閣出版、1984年5月。ISBN 4639003501
- 『源氏物語の展望（第4輯）』森一郎ほか（編）、三弥井書店、2008年9月。ISBN 978-4838231676

### 校訂
- 浅井虎夫『女官通解 新訂』校訂 講談社学術文庫 1985年2月 ISBN 406158670X

## 論文
- <所京子